# Tundża
Tundża (bułg. Тунджа, gr. Tonzos, łac. Taenarus/Tonzus, tur. Tunca) – rzeka w południowej Bułgarii i w europejskiej części Turcji, lewy dopływ Maricy w zlewisku Morza Egejskiego. Długość – 390 km (350 km w Bułgarii, 40 km w Turcji), powierzchnia zlewni – 8150 km² (7884 km² w Bułgarii, 266 km² w Turcji), średni przepływ na granicy bułgarsko-tureckiej – 39 m³/s.
Źródła Tundży leżą na wysokości 1940 m n.p.m. na południowo-wschodnich zboczach szczytu Botew w paśmie górskim Kałoferska Płanina w środkowej części łańcucha Starej Płaniny. Rzeka płynie na wschód pasem Kotlin Podbałkańskich między łańcuchami Starej Płaniny i Srednej Gory, zasilając po drodze dwa duże sztuczne zbiorniki: Georgi Dymitrow koło Kazanłyku i Zrebczewo koło Gurkowa. Koło Sliwenu wypływa na Nizinę Górnotracką i koło Jambołu zmienia kierunek na południowy. Przed granicą bułgarsko-turecką płynie wąską doliną oddzielającą góry Sakar od Wzgórz Derwenckich. Koło wsi Radowec przecina tę granicę i uchodzi do Maricy w Edirne. Tundża ma około 50 dopływów, z których największe to Taża, Mygliżka reka, Kałnica, Moczurica i Popowska reka.